# 10109 Sidhu
10109 Sidhu è un asteroide della fascia principale. Scoperto nel 1992, presenta un'orbita caratterizzata da un semiasse maggiore pari a 2,6655852 au e da un'eccentricità di 0,1726053, inclinata di 14,85566° rispetto all'eclittica.
L'asteroide è dedicato a Jaskarn Singh Sidhu.